# Fluvioviridavidae
Fluvioviridavidae — родина викопних птахів, що існувала в еоцені (55-40 млн років тому) в Північній півкулі. Відомо три знахідки решток представників родини: у Німеччині, Великій Британії та США. Це були хижаки, що живилися комахами та іншими безхребетними на узбережжі озер та морів.

## Класифікація
Наразі[коли?] відомо два види:
- Eurofluvioviridavis
- Fluvioviridavis